# Juniper (pel·lícula)
Juniper és una pel·lícula dramàtica neozelandesa del 2021 dirigida i escrita per Matthew J. Saville, protagonitzada per Charlotte Rampling. S'ha subtitulat al català.
Va rebre crítiques generalment positives, amb elogis cap a la direcció de Saville i les interpretacions de Rampling i George Ferrier.
Ambientada a les zones rurals de la Nova Zelanda de la dècada del 1090, la pel·lícula explica la història de la relació de l'adolescent Sam i la seva àvia alcohòlica amb un passat poc convencional, a qui no havia conegut abans.